# Starodvorane
Staradran en albanais et Starodvorane en serbe latin (en serbe cyrillique : Стародворане) est une localité du Kosovo située dans la commune/municipalité d'Istog/Istok et dans le district de Pejë/Peć. Selon le recensement kosovar de 2011, elle compte 1 563 habitants, dont une majorité d'Albanais.

## Démographie

### Évolution historique de la population dans la localité
| 1948 | 1953 | 1961 | 1971  | 1981  | 1991  | 2011  |
| ---- | ---- | ---- | ----- | ----- | ----- | ----- |
| 706  | 790  | 971  | 1 314 | 1 607 | 1 826 | 1 563 |

|  |